# Dichilus
Genre
Dichilus est un genre de plantes à fleurs dicotylédones de la famille des Fabaceae, sous-famille des Faboideae, originaire d'Afrique australe, qui comprend cinq espèces acceptées.

## Liste d'espèces
Selon The Plant List (6 novembre 2018) :
- Dichilus gracilis Eckl. & Zeyh.
- Dichilus lebeckioides DC.
- Dichilus pilosus Schinz
- Dichilus reflexus (N.E.Br.) A.L.Schutte
- Dichilus strictus E.Mey.